# فيونا فاريل
فيونا فاريل (بالإنجليزية: Fiona Farrell)‏ (1947 في نيوزيلندا)؛ كاتِبة، شاعرة وروائية نيوزيلندية.